# Harold Barron
Harold Earl Barron (ur. 29 sierpnia 1894 w Berwyn w Pensylwanii, zm. 5 października 1978 w San Francisco) – amerykański lekkoatleta (płotkarz), wicemistrz olimpijski z 1920.
Zdobył srebrny medal w biegu na 110 metrów przez płotki na igrzyskach olimpijskich w 1920 w Antwerpii za Earlem Thomsonem z Kanady.
Był mistrzem Stanów Zjednoczonych (AAU) w biegu na 120 jardów przez płotki w 1917 i 1920, a także akademickim mistrzem USA (NCAA) w 1922. Był również halowym mistrzem USA w biegu na 70 jardów przez płotki w 1918, 1921 i 1922 oraz akademickim mistrzem (IC4A) w 1922.
W 1917 ustanowił rekord życiowy w biegu przez płotki na dystansie 120 y wynikiem 15,0 s.
Ukończył studia na Pennsylvania State University. Później pracował jako trener.